# Nanobamus macrorhinus
Nanobamus es un género extinto de temnospóndilos que vivieron a finales del período Carbonífero en lo que hoy es Mongolia. Al principio se pensó que era un Manchurochelys, pero varios análisis llevaron a descubrir de que se trataba de un Amphibamidae, si bien los descubridores Chang-Fu Zhou, Márton Rabi y Walter G Joyce (2014) no dan más información acerca del animal.